# 贾承让
贾承让（1917年7月—1992年8月31日），山西省昔阳县大寨村人，中华人民共和国政治人物。

## 生平
1917年7月，贾承让出生于贫苦农民家庭，给人打长工。1946年参加土地改革运动。1948年6月，加入中国共产党:138-139。1950年，被评为山西省三等丰产模范。1953年，陈永贵组织新胜初级农业社时，贾承让因曾参加冬学懂文化，被选为合作社会计，同时担任党支部委员:1-3。在担任会计期间，贾承让坚持参加集体生产劳动的事迹，曾作为昔阳县四级干部参加集体生产劳动的典型事例。1963年，大寨遭受特大洪灾，陈永贵参加昔阳县人代会被困在县城。贾承让组织干部社员抢险救灾，带领抢救群众生命和集体财产。洪水退后又和陈永贵一起检查核实灾情，制定救灾措施，组织救灾队伍。他因此被中共山西省委评为“战洪灾模范”。
四清运动中，贾承让的账目经得起检查，从而被誉为“万笔清”。1964年，贾承让担任大寨大队党支部副书记和大队长，分管大队的财务和生产（至1976年）。制定了“定额管理”、“标兵工分”、“自报公议”等劳动管理制度。文化大革命爆发后，全国掀起农业学大寨之风，陈永贵经常外出，大寨的日常工作便由贾承让主持。1971年12月7日，时任大寨大队党支部副书记、大队长贾承让受邀，出席山东省农业工作会议，与会代表和干部群众共计3万多。1977年3月，经陈永贵推荐，贾承让到大寨公社担任党委副书记（至1979年12月）:138-139。1980年，贾承让退休回到大寨。1982年11月，县委书记挂帅、分管农业的副县长亲自坐镇大寨，贾承让以县委工作组副组长的身份帮助大寨落实家庭联产承包责任制。1992年8月31日，贾承让病逝。